# Coronel Vidal
Coronel Vidal is een plaats in het Argentijnse bestuurlijke gebied Mar Chiquita in de provincie Buenos Aires. De plaats telt 6.320 inwoners.